# Светозар Стијовић
Светозар Стијовић (Љумбарда код Дечана, 22. фебруар 1939 — Београд, 29. јул 2000) био је српски лингвиста, научни саветник САНУ и редовни професор Универзитета у Нишу и Универзитета у Приштини.

## Биографија
Основну школу је учио у родном месту и оближњем Рзнићу. Гимназију је почео да похађа у Пећи, а завршио је у Суботици. Филозофски факултет (група за руски језик и књижевност) завршио је у Новом Саду 1970. године. Током студија био је сарадник Матице српске на изради Руско-српскохрватске библиографије 1914—1941. Магистрирао је на Филолошком факултету у Београду 1975. године (Језик «Историје о Црној Гори» Василија Петровића), где је и докторирао 1991, одбранивши дисертацију Руски и црквенословенски елементи у језику Његошевих песничких дела. За време студија био је један од најистакнутијих предводника великих студентских демонстрација 1968. године, што је обележило и његов доцнији животни пут.
По дипломирању је радио као професор руског језика у Школском медицинском центру у Новом Саду - од 1971. до краја 1976, а од 1977. до 1983. као асистент у Институту за српскохрватски језик у Београду, где је сарађивао на изради Речника српскохрватског књижевног и народног језика Српске академије наука и уметности и на издавању институтских часописа. Од 1983. радио је у Српској академији наука и уметности као секретар Одбора за ономастику, у оквиру кога је обављао и организовао теренска истраживања и бринуо о објављивању Ономатолошких прилога. Захваљујући њему сабрана је, између осталог, ономастичка грађа из свих српских насеља на Косову и у Метохији. Данас су ти подаци поуздано сведочанство српске прошлости косовско-метохијског простора. Од летњег семестра 1994. предавао је, као редовни професор, упоредну граматику словенских језика на Филозофском факултету у Нишу, а од зимског семестра те године и на Филолошком факултету у Приштини, где је од 1997. предавао и старословенски језик, као и технику научног рада студентима трећег степена.
Сахрањен је на гробљу Орловача у Београду. Опело је, у име Његове светости патријарха српског господина Павла, служио његово преосвештенство епископ Атанасије Ракита.

## Чланство у САНУ и међународним организацијама
Био је члан четири одбора Српске академије наука и уметности (Одбора за ономастику, Старословенског одбора, Вардарског одбора и Међуодељенског одбора за проучавање Косова и Метохије) и члан Матице српске.
Био је члан редакције Ономатолошких прилога (САНУ), Јужнословенског филолога (САНУ и Институт за српски језик САНУ), Вардарског зборника (САНУ), Вукове задужбине и Српског наслеђа, организационог одбора Дана српскога духовног преображења у Деспотовцу и суботичких лингвистичких скупова. Био је главни и одговорни уредник завичајног листа Глас Васојевића.

## Научна дела
Стијовићево научно дело садржи око 200 радова, међу којима су најбројнији они о Његошевом језику и о ономастици.
Средишње Стијовићево дело са његошевском тематиком је монографија Славенизми у Његошевим песничким делима, која се сматра најзначајнијим делом у тадашњој научној литератури о Његошевом песничком језику и која је 1993. године добила Годишњу награду Радио-телевизије Србије. Његошевим језиком бавио се Стијовић и у радовима: Српскословенске и рускословенске особине у Његошевом Пустињаку цетинском (1834), Његошева лексика у односу на Вукову норму, Кратак преглед Његошевих славенизама, О поетској функцији Његошевих славенизама, О лексици Горског вијенца, Петар II Петровић Његош и књижевнојезичко наслеђе, Неке филолошке напомене о досадашњем и будућем проучавању Горског вијенца итд. Ономастичким испитивањима бавио се у радовима: Ономастика источног дела Метохијског (Пећког) Подгора, Ономастика средишњег дела Метохијског (Пећког) Подгора, Ономастика западног дела Метохијског (Пећког) Подгора, Старо Ругово у светлу ономастичких података, Савремена ономастика Косова и Метохије, Ономастика једног дела поречја Кујавче, Неки творбено-семантички типови ојконима у северној Метохији, О неким типовима антропонима у јужној Метохији, Прилог речнику српских личних имена, Поглед на позајмљенице у српском именослову, О имену манастира Црна ријека итд.
Године 1998, приредио је Стијовић веома успело издање Горског вијенца са кратким освртом на лексику тога дела.